# Aphanes
- Commons
- Wikispecies

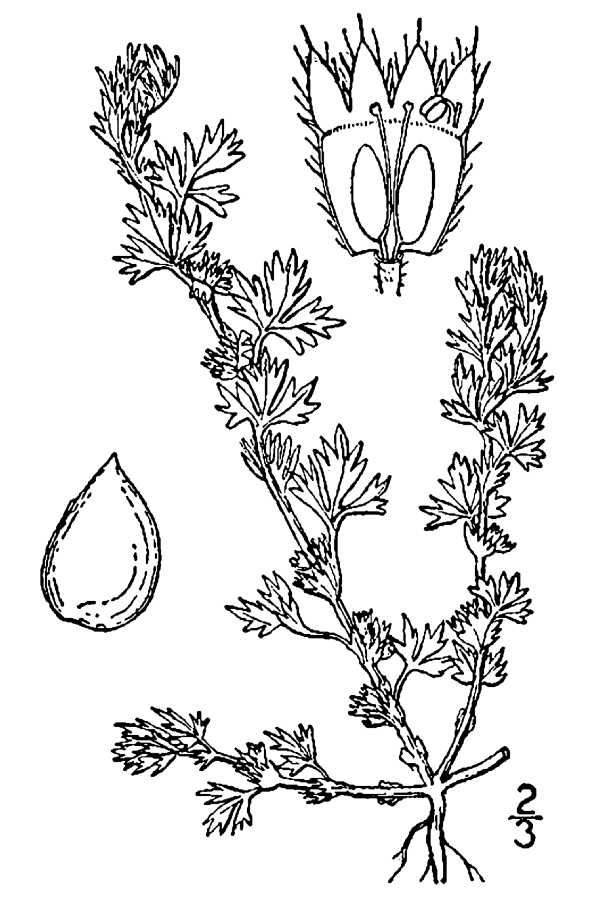
Ilustração Aphanes arvensis

Aphanes L. é um género botânico pertencente à família Rosaceae.

## Sinonímia
- Por vezes Aphanes é incluída no género Alchemilla L.;
- oo também Alchemilla subg. Aphanes (L.) Rothm.: Aphanes como nome de base para um subgénero de Alchemilla. (segundo o IPNI)
- Percepier Moench: Meth. 690. 1794. (Segundo o ING[ligação inativa])

## Espécies
1. Aphanes alata Steud.: Nomencl. Bot. (Steudel) 58. 1821.
2. Aphanes andicola Rothm.: Bull. Misc. Inform. Kew 1938: 269.
3. Aphanes arvensis L.: Sp. Pl. 2: 123. 1753
  1. = Alchemilla arvensis (L.) Scop.
  2. = Alchemilla occidentalis Nutt.
4. Aphanes australiana (Rothm.) Rothm.: Bulletin of Miscellaneous Information, Kew 1932
5. Aphanes australis Rydb.: N. Amer. Fl. 22: 380. 1908
6. Aphanes bachiti (Hochst. ex Hauman & Balle) Rothm.: Repert. Spec. Nov. Regni Veg. 42: 172. 1937
7. Aphanes berteroana Rothm.: Bull. Misc. Inform. Kew 1938: 269.
8. Aphanes bonifaciensis (Buser) Holub: Preslia xlii. 94. 1970
9. Aphanes canadensis (Rothm.) Rothm.: Repert. Spec. Nov. Regni Veg. 42: 172. 1937
10. Aphanes cornucopioides Lag.: Gen. et Sp. Nov. 99. n. 7.
11. Aphanes cotopaxiensis Romol. & Frost-Olsen: Nordic J. Bot. 16: 473, fig. 1996
12. Aphanes cuneifolia Rydb.: N. Amer. Fl. 22: 380. 1908
13. Aphanes delicatula Sennen: Bol. Soc. Iber. 1928, xxvii. 35, in syn.
14. Aphanes floribunda (Murb.) Rothm.: Repert. Spec. Nov. Regni Veg. 42: 172. 1937
15. Aphanes inexspectata W.Lippert: Mitt. Bot. Staatssamml. München 20: 458 (1984).
16. Aphanes looseri (Rothm.) Rothm.: Repert. Spec. Nov. Regni Veg. 42: 173. 1937
17. Aphanes lusitanica P.Frost-Olsen: An. Jard. Bot. Madrid, 55(1): 195 (1997).
18. Aphanes macrosepala Rydb.: N. Amer. Fl. 22: 380. 1908
19. Aphanes maroccana Hylander & Rothm.: Svensk Bot. Tidskr. 1938, xxxii. 188.
20. Aphanes microcarpa (Boiss. & Reut.) Rothm.: Repert. Spec.Nov.Regni Veg.42:172. 1937
21. Aphanes minutiflora (Aznav.) Holub: Preslia xlii. 94. 1970
22. Aphanes monogyna [Pieri]: Ionios Anthol. iii. (1834) 694.
23. Aphanes neglecta (Rothm.) Rothm.: Repert. Spec. Nov. Regni Veg. 42: 173. 1937
24. Aphanes occidentalis Rydb.: N. Amer. Fl. 22: 380. 1908
25. Aphanes orbiculata Pers.: Syn. Pl. (Persoon) 1: 150. 1805
26. Aphanes parodii (I.M.Johnst.) Rothm.: Repert. Spec. Nov. Regni Veg. 42: 173. 1937
27. Aphanes parvula P.Gutte: Wiss. Zeitschr. Karl-Marx-Univ. Leipzig, Mat.-Nat., 34(4): 455 (1985)
28. Aphanes pentamera Rothm.: Kew Bull. 1938, 270.
29. Aphanes pinnata Pers.: Syn. Pl. (Persoon) 1: 150. 1805
30. Aphanes pumila Rothm.: Feddes Repert. Spec. Nov. Regni Veg. 58: 309. 1955
31. Aphanes pusilla Pomel ex Batt.et Trab.: Fl. de l'Alger. (Dicot.) (1888) 309.
32. Aphanes triloba Gilib.: Exerc. Phyt. ii. 430. 1792
33. Aphanes tripartita Pers.: Syn. Pl. (Persoon) 1: 150. 1805
34. Aphanes vulgaris Schur: Enum. Pl. Transsilv. 884. 1866

- Lista das espécies

## Classificação do gênero
| Sistema | Classificação                    | Referência               |
| ------- | -------------------------------- | ------------------------ |
| Linné   | Classe Tetrandria, ordem Digynia | Species plantarum (1753) |